# De kolos van Ylourgne
De kolos van Ylourgne is een fantasyverhalenbundel uit 1971 van de Amerikaanse schrijver Clark Ashton Smith. De verhalen zijn ontleend aan de verhalenbundels Out of Space and Time (1942), Lost Worlds (1944), Genius Loci and other Tales (1948), The Abominations of Yondo (1960) en Tales of Science and Sorcery (1964).

## Korte verhalen
1. De sprookjes van Klaskash-ton (inleiding)
2. De priesters van Mordiggian (The Scharnell God, 1934)
3. Moeder der padden (Mother of Toads, 1938)
4. De dubbele schaduw (The Double Shadow, 1939)
5. Het rijk van de dodenbezweerders (The Empire of the Necromancers, 1932)
6. Het zaad uit het graf (The Seed from the Sepulchre, 1933)
7. De wever in de catacomben (The Weaver in the Vault, 1934)
8. De openbaring van de dood (The Epiphany of Death, 1934)
9. De verschrikkingen van Yondo (The Abominations of Yondo, 1926)
10. De zwarte abt van Puthuum (The Black Abot of Puthuum, 1936)
11. De kolos van Ylourgne (The Colossus of Ylourgne, 1934)